# Gardman

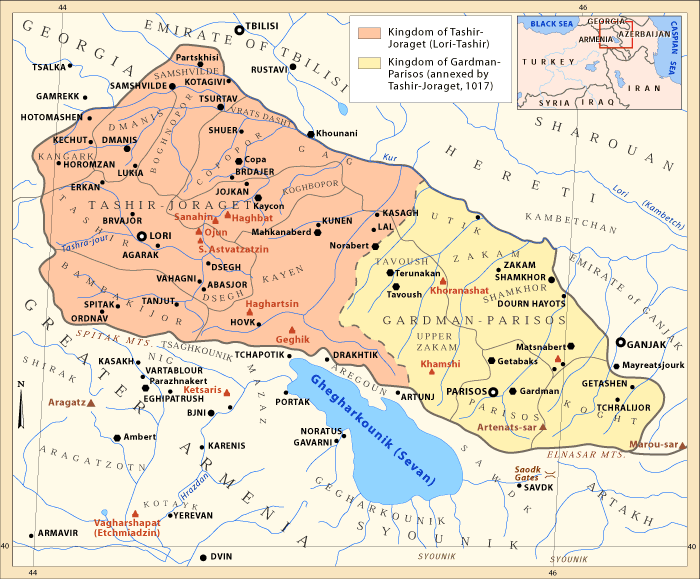
Mittelalterliches Königreich Gardman-Parisos in Gelb

Gardman (armenisch Գարդման) war einer der Bezirke der alten Provinz Utik im antiken Königreich Armenien der Arsakiden. Später wurde es eigenständiges Königreich als Gardman-Parisos oder Gardman-Albanien. Armenische Autoren bezeichneten das historische Gebiet von Gardman auch als Nordarzach. Im Nordwesten liegt die in der georgischen Geschichte als Gardabani bezeichnete Region, die leicht mit Gardman verwechselt wird.
Im frühen Mittelalter entstand auf dem Gebiet des kaukasischen Albaniens ein feudaler Staat Gardman-Parisos oder Gardman-Albanien. Er entsprach in etwa den modernen Rayons von Şəmkir, Daşkəsən, Göygöl, Tovuz und Gədəbəy in Aserbaidschan und kleineren Teilen der Region Tawusch in Armenien.

## Geschichte
Während der Regierungszeit der Arsakiden-Könige von Armenien (54–428) war Gardman der Sitz der Nacharar von Utik (aus diesem Grund wurde er manchmal „Gardmantsvots ishkhanutyun“ oder das Fürstentum Gardman genannt). 363 beziehungsweise durch die Teilung der römischen und persischen Einflusssphären 387 ging die Region an das Nachbarreich Albania verloren. Die Region wurde 855 von den Arabern erobert. Zeitgenössische armenische Historiker sprachen wiederholt von zwei bekannten Orten in Gardman: einer Festung namens Getabakk (in der heutigen aserbaidschanischen Region Gadabay) und einer Kupfermine.
Im Jahr 982 wurde das Königreich Gardman-Parisos etabliert, dessen Zentrum die Stadt Parisos war. Die Hauptstadt im oberen Tal des Şəmkir-Fluss verfügte über einen eigenen Bischof und ein Kloster. Ihre Lage an der Handelsstraße von Norden nach Nachitschewan und Täbris ermöglichte einen gewissen Wohlstand. 1017 wurde der Staat vom Königreichs Lori-Taschir annektiert, der in Folge auch den Titel des früheren Reiches von Albania beanspruchte. Dieses kam Ende des 11. Jahrhunderts unter die Herrschaft der Seldschuken und schließlich 1118 Georgiens, wo es bis etwa 1240 aufgelöst wurde.
Im 17. Jahrhundert gründete die Fürstenfamilie Schahnasarjan das Meliktum von Gardman. Sie herrschten über das obere Tal des Şəmkir-Fluss, der Hauptort befand sich im Dorf Oskanapat, weshalb das Fürstentum manchmal als Gardman-Oskanapat bezeichnet wurde. Im 18. Jahrhundert gehörte es zum Khanat Gandscha, das 1804 wiederum unter russische Herrschaft kam. Die territorialen Rechte der Meliks wurden bestätigt.